# Samserganj
Samserganj (nepalski: शमसेरगञ्ज) – gaun wikas samiti w zachodniej części Nepalu w strefie Bheri w dystrykcie Banke. Według nepalskiego spisu powszechnego z 2001 roku liczył on 1192 gospodarstw domowych i 6963 mieszkańców (3412 kobiet i 3551 mężczyzn).